# Welland (Landschaft)

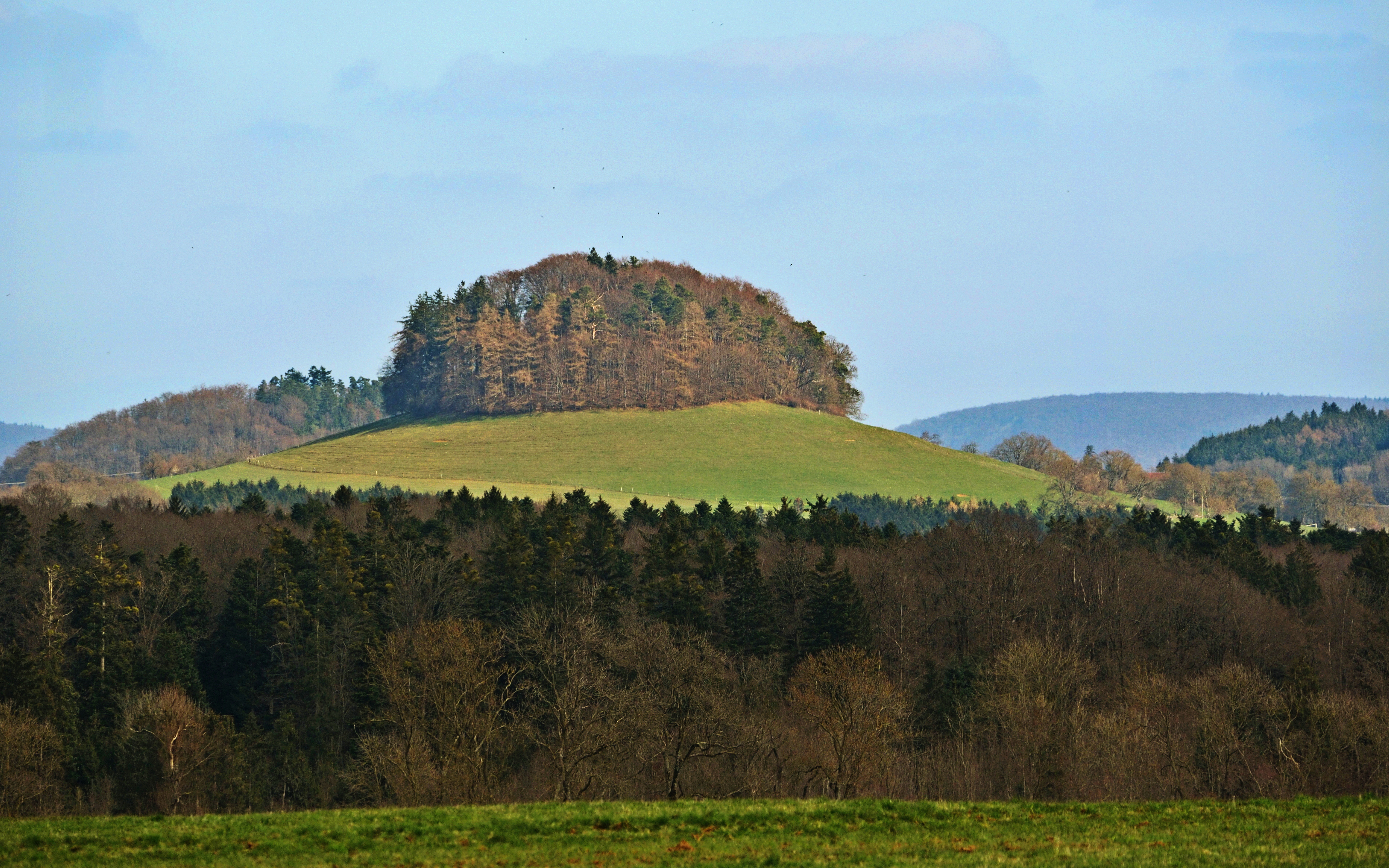
Der Kolbenberg, markant durch seine „Gipfelbewaldung“

Das Welland ist eine Hügellandschaft im östlichen Baden-Württemberg. In der naturräumlichen Gliederung Deutschlands handelt es sich um die Teileinheit Nr. 102.04 des Schwäbischen Keuper-Lias-Lands im Südwestdeutschen Stufenland. Es gehört zum Naturraum Vorland der östlichen Schwäbischen Alb (Haupteinheit 102).

## Beschreibung
Das Welland liegt im Ostalbkreis im Albvorland. Es grenzt im Nordwesten an die Liasplatten über Rems und Lein, im Ostnordosten an die Goldshöfer Terrassenplatten, im Südsüdosten an den Albuch im Nachbar-Naturraum Albuch und Härtsfeld und im Südwesten auf einem sehr kurzen Stück an das Rehgebirge, das wieder wie die zwei ersten erwähnten Unterräume im östlichen Albvorland liegt.
Der tiefste Punkt am Rande des Wellandes mit 427 m ü. NHN Höhe liegt am Wiederausfluss der Rems beim Mögglinger Weiler Hermannsfeld. Der allergrößte Teil der Gesamtfläche liegt unter 500 m ü. NHN, zwei der wenigen höheren Kuppen im Zentrum ragen wenig über 550 m, darunter der markante Kolbenberg bei Aalen-Oberkolbenhof.
Die Bevölkerungsdichte ist vor allem in den inzwischen baulich unmittelbar mit dem Stadtzentrum zusammenhängenden westlichen Stadtteilen Aalens hoch, während zentrale Teile der Landschaft abseits einiger angewachsener Dörfer noch recht wenig besiedelte Landwirtschaftsflächen mit Streusiedlungshöfen und kleinen Weilern sind. Es dominiert deutlich die offene Flur, die selteneren Waldbereiche sind kleinflächig und zerstreut.
Die Grenze des Wellandes berührt im Südwesten die Stadt Heubach, verläuft mit einer Einbuchtung um die gequerte Rems oberhalb von Mögglingen nach Nordosten bis auf die Höhen des Hügelzugs zwischen Rems im Süden und Lein im Nordwesten etwa südöstlich des Weilers Holzleuten von Heuchlingen, danach nordöstlich bis östlich weiter bis ins Dorf Dewangen von Aalen. Dort knickt die Grenzlinie vor dem Tal des Kochers ab nach Südsüdosten, quert am Westrand des Stadtkerns von Aalen dessen Zufluss Aal und erreicht jenseits ihrer Talmulde den Fuß des Langert am Albtrauf. Dem Fuß des Albtraufs entlang läuft sie nun nach Westsüdwesten durch Essingen, wo die Rems einfließt, bis zurück nach Heubach.

## Erhebungen
Am höchsten ist das Welland an seiner Südgrenze am Albfuß, wo es den unteren Hangabschnitt umfasst, während die Berghöhen selbst außerhalb im Albuch liegen, und daneben auf einigen Eisensandsteinkuppen zwischen den Aal-Oberläufen Rombach (mit Oberlauffolge) und Sauerbach bzw. auf dem Bergrücken zwischen oberem Sauerbach und oberem Sulzbach, der zur Rems entwässert. Zu diesen Kuppen zählen:
- Sandberg ⊙ 554 m ü. NHN, Nordkuppe; die Südkuppe erreicht etwa 553 m ü. NHN, dazwischen auf wenig eingesenktem Sattel steht der Aalener Weiler Sandberg
- Kolbenberg ⊙ 552,8 m ü. NHN; am Osthang des nordwestlich von Essingen-Forst stehenden Höckers liegt der Essinger Oberkolbenhof
- Schlossberg ⊙ 541,7 m ü. NHN; auf der Hochfläche des südsüdöstlich von Forst stehenden Bergs liegt der Essinger Hof Schnaitberg
- (Namenlose Kuppe) ⊙ 529,6 m ü. NHN; westsüdwestlich von Forst, obenauf steht der Essinger Weinschenkerhof
- Schradenberg ⊙ 527,3 m ü. NHN; am Südfuß des westlich des Aalener Stadtteils Hofherrnweiler stehenden Waldhöckers liegt der Aalener Sofienhof
- (Namenlose Kuppe im Spitalwald) ⊙ 526,5 m ü. NHN; am Südostfuß des sich nordwestlich von Hofherrnweiler erhebenden Waldkuppe liegt der Aalener Pompelhof.

## Gewässer
Der größere Teil des Wellandes im Osten und Südosten entwässert über die selbst nur kurze Aal und ihre Oberläufe Rombach und Sauerbach zum Kocher in Aalen. Die bedeutendere Rems zieht von ihrem Albaustritt an einen Linksbogen durch den Südwesten und verlässt das Welland schon vor Mögglingen wieder westwärts; auch ihr fließen einige meist kleinere Gewässer zu, die zumindest teilweise im Welland verlaufen, die größten darunter sind die in der Alb entspringende und in Mögglingen mündende Lauter und der in Heubach auch aus der Alb kommende und das Welland nur kurz an seiner Südwestecke berührende Klotzbach. Da die Naturraumgrenze im Nordwesten und Norden meist etwas jenseits der Wasserscheide zum Kocherzufluss Lein und zum Kocher selbst gezogen ist, liegen auch die Anfangsläufe einiger Zuflüsse zu diesen Flüssen noch im Welland. Dasselbe gilt für einige Zuflüsse des Kochers im Osten vor seinem Laufknick nach Westen bei Hüttlingen. Die folgende Übersicht bietet eine Auswahl ohne kleinere Gewässer.
Zur Lein im Nordwesten, flussabwärts:
- Reichenbacher Laubach
- Stapfenbach
- „Dewanger“ Haldenbach (nur die Oberläufe)

Zum Kocher im Norden und Osten, flussaufwärts:
- Bodenbach
- Onatsbach
- Krummhaldenbach
- Auchtwiesenbach
- Weidenfeldbach
- Weiherwiesenbach

Zur Aal im Südosten, flussaufwärts:
- Heuchelbach
- Rombach (linker Aal-Oberlauf)
- Sauerbach (rechter Aal-Oberlauf)
  - Erlenbach
  - Katzenbach

Zur Rems im Südwesten, flussabwärts:
- Alte Rems
  - Sulzbach
- Lauchklingenbach
- (Bach aus der Wiedenklinge)
- Ammersbach
  - Ellertbach
- Lauter
- Klotzbach
  - Möhlegraben

Die nach Süden und Osten führenden Talläufe sind eher breit und flach, die nach Nordwesten zur Lein tiefer eingeschnitten und enger.

## Geologie
Im Welland stehen Schichten des Unterjuras und Mitteljuras an. Außer im Osten zum Kochertal und im Südwesten bei Heubach, wo sich diese Schicht jenseits fortsetzt, folgt die Naturraumgrenze in groben Zügen der Ausstrichgrenze der Opalinuston-Formation, der untersten Formation des Mitteljuras. Die hohen Kuppen des Südens erreichen den darüber liegenden Eisensandstein. Einige Talmulden im Norden haben sich bis in den oberen Unterjura, im Extremfall bis zur Amaltheenton-Formation eingegraben. Unterm Albtrauf, wo in schmalen Streifen auch höhere Mitteljura-Schichten ausstreichen, liegt zuweilen Hangschutt. Stellenweise kommen Fließerden vor, vereinzelt auch, bedingt durch die Nähe des Talrichters der Urbrenz bei Aalen, kleine Inseln von Goldshöfer Sanden auf Kuppen. Die großen Talzüge sind mit Schwemmsediment erfüllt.

## Verwaltungseinheiten
Der größte Teil des Wellandes liegt im Gebiet der Stadt Aalen, einen merklich kleineren Anteil hat die Gemeinde Essingen im Süden, einen noch kleineren die Stadt Heubach an der Südwestspitze. Allenfalls Randzwickel im Westen gehören zu den Gemeinden Mögglingen und Heuchlingen. Die Stadt Aalen hat sich in geschlossener Bebauung weit nach Westen ausgebreitet (Hofherrnweiler, Unterrombach), ihr am Nordrand liegendes Dorf Dewangen hat sich zu einem großen Pendlerort entwickelt.

## Limes
Das Welland wird vom Obergermanisch-Raetischen Limes durchzogen, im westlichen Teil, wo er unter anderem zwischen Heuchlingen und Mögglingen stellenweise noch im Gelände erkennbar ist, verläuft er ungefähr von West nach Ost, danach weiter in Richtung Nordosten auf Hüttlingen zu.